# Monticello (Francja)
Monticello (kors. U Munticellu) – miejscowość i gmina we Francji, w regionie Korsyka, w departamencie Górna Korsyka.
Według danych na rok 1990 gminę zamieszkiwały 944 osoby, a gęstość zaludnienia wynosiła 89 osób/km².